# Ялтинська волость (Маріупольський повіт)
Ялтинська волость (Ялтанська) — адміністративно-територіальна одиниця Маріупольського повіту Катеринославської губернії.
Станом на 1886 рік складалася з 2 поселень, 2 сільських громад. Населення — 4439 осіб (2278 чоловічої статі та 2161 — жіночої), 211 дворових господарств.
|                     | Площа, десятин | У тому числі орної, дес. |
| ------------------- | -------------- | ------------------------ |
| Сільських громад    | 22903          | 9967                     |
| Приватної власності | —              | —                        |
| Казенної власності  | —              | —                        |
| Іншої власності     | —              | —                        |
| Загалом             | 22903          | 9967                     |

Поселення волості:
- Ялта — колонія грецька при Азовському морі за 28 верст від повітового міста, 3040 осіб, 482 дворів, православна церква, школа, 10 лавок, щорічний ярмарок, харчевня. За 10 верст — земська станція. За 10 верст — 2 рибний завод.
- Урзуф — колонія грецька при Азовському морі та річці Зелена, 1414 осіб, 227 дворів, православна церква, школа, 4 лавки, щорічний ярмарок.